# Župnija Kranj - Primskovo
Župnija Kranj - Primskovo je rimskokatoliška teritorialna župnija Dekanije Kranj Nadškofije Ljubljana.